# Kalman Belopotoczky
Kalman Belopotoczky (ur. 6 lutego 1845 w Rużomberku, zm. 22 grudnia 1914 w Oradei) – austriacki duchowny katolicki, apostolski wikariusz polowy cesarskiej i królewskiej Armii 1890-1911.

## Życiorys
Święcenia kapłańskie otrzymał 14 czerwca 1868.
16 czerwca 1890 papież Leon XIII mianował go apostolskim wikariuszem polowym c. i k. Armii. 5 października 1890 z rąk biskupa György Császkiego przyjął sakrę biskupią.
1 czerwca 1911 na ręce papieża Piusa X ze względu na wiek złożył rezygnację z zajmowanej funkcji.